# Bad Boy's 10th Anniversary... The Hits
Bad Boy's 10th Anniversary... The Hits è una compilation dell'etichetta discografica hip hop statunitense Bad Boy Records di Puff Daddy, pubblicata il 10 marzo del 2004. Tra gli artisti presenti, anche The Notorious B.I.G., Busta Rhymes, 50 Cent, LL Cool J, Lil' Kim, The LOX, Ma$e e Faith Evans.
L'album arriva al secondo posto nella Billboard 200 e al primo tra i prodotti R&B/Hip-Hop. A circa un mese dall'uscita, la RIAA lo certifica disco d'oro.
| Recensione | Giudizio |
| ---------- | -------- |
| AllMusic   | [ 1 ]    |

## Tracce
1. Victory 2004 (Remix) (P. Diddy featuring The Notorious B.I.G., Busta Rhymes, 50 Cent & Lloyd Banks) – 6:21 (musica: Stevie J for the Hitmen)
2. Flava in Ya Ear (Remix) (Craig Mack featuring The Notorious B.I.G., Rampage, LL Cool J, Busta Rhymes & Puff Daddy) – 5:02 (musica: Easy Mo Bee)
3. Hypnotize (The Notorious B.I.G.) – 3:50 (musica: Sean "Puffy" Combs, Deric "D-Dot" Angelettie & Ron "Amen-Ra" Lawrence for The Hitmen)
4. Whoa! (Black Rob) – 4:04 (musica: Buckwild)
5. It's All About the Benjamins (P. Diddy featuring The Notorious B.I.G., Lil' Kim & The LOX) – 4:38 (musica: Sean "Puffy" Combs & Deric "D-Dot" Angelettie for The Hitmen)
6. Big Poppa (The Notorious B.I.G.) – 4:10 (musica: Chucky Thompson & Sean "Puffy" Combs)
7. I Need a Girl (Part Two) (P. Diddy featuring Mario Winans, Ginuwine & Loon) – 4:46 (musica: Mario "Yellow Man" Winans, Sean "Puffy" Combs)
8. Mo Money Mo Problems (The Notorious B.I.G. featuring Puff Daddy & Ma$e) – 4:17 (musica: Steven "Stevie J" Jordan & Sean "Puffy" Combs)
9. Can't You See (Total featuring The Notorious B.I.G.) – 4:37 (musica: Sean "Puffy" Combs & Rashad Smith)
10. Only You (Bad Boy Remix) (112 featuring The Notorious B.I.G. & Ma$e) – 4:49 (musica: Sean "Puffy" Combs & Steven "Stevie J" Jordan)
11. Feel So Good (Ma$e) – 3:25 (musica: Sean "Puffy" Combs & Deric "D-Dot" Angelettie)
12. I Wish (Carl Thomas) – 3:47 (musica: Mike City)
13. I'll Be Missing You (P. Diddy featuring Faith Evans & 112) – 5:02 (musica: Sean "Puffy" Combs & Steven "Stevie J" Jordan)
14. P. Diddy Outro (P. Diddy) – 0:27

Durata totale: 59:15
Traccia bonus
1. I'm No Killa (Ma$e) – 4:18

## Classifiche

### Classifiche settimanali
| Classifica (2004)         | Posizione massima |
| ------------------------- | ----------------- |
| Stati Uniti               | 2                 |
| US Top Rap Albums         | 21                |
| US Top R&B/Hip-Hop Albums | 1                 |

### Classifiche di fine anno
| Classifica (2004)         | Posizione massima |
| ------------------------- | ----------------- |
| Stati Uniti               | 146               |
| US Top R&B/Hip-Hop Albums | 54                |